# Yupuá
Yupuá (Yupúa, Jupuá, Taiasú-tapuyo), jedno od plemena u bazenu Apaporisa koje je obitavalo uz rijeku nazvanu Oocá (možda río Ujca ili Vica na aktualnim mapama) pritoci Apaporisa u južnoj Kolumbiji. Jezično su pripadali porodici tucanoan, a govorili su dva dijalekta yupuá i durina.